# Massaker von Schletz
Koordinaten: 48° 35′ 6″ N, 16° 28′ 20″ O

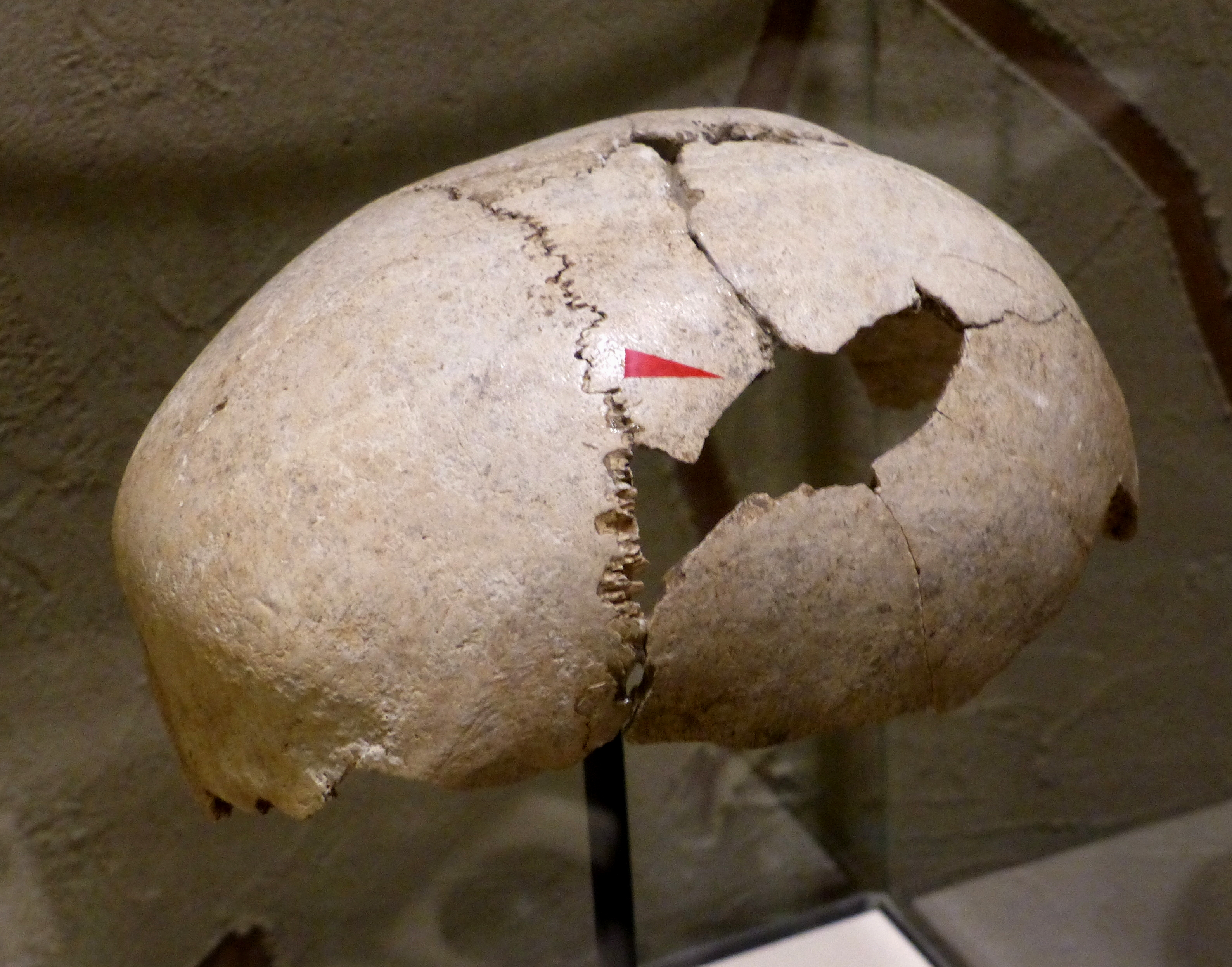
Opfer des Massakers: Schädel einer 40- bis 50-jährigen Frau mit Lochbruch

Beim Massaker von Schletz wurden vor 7000 Jahren, gegen Ende der Epoche der linearbandkeramischen Kultur, mehr als 200 jungsteinzeitliche Menschen durch stumpfe Gewalt getötet, bevor sie in einem Massengrab auf dem Gelände der heutigen Ortschaft Schletz (Gemeinde Asparn an der Zaya in Niederösterreich) achtlos abgelegt wurden.

## Ausgrabung
Das linearbandkeramische Siedlungsareal von Schletz, rund 50 Kilometer nördlich von Wien, wurde anhand luftbildarchäologischer Befunde entdeckt und zwischen 1983 und 2005 archäologisch erforscht. Die Siedlung war von einem ovalen, streckenweise doppelt angelegten Sohlgraben umschlossen, der als Wehranlage interpretiert werden kann. Der ovale Graben hatte eine Breite von bis zu vier Metern, eine Tiefe von zwei Metern und einen Längsdurchmesser von 330 Metern. Über einige Erdbrücken war das Innere der Siedlung zugänglich, in dem die Grundrisse von mindestens 12 Langhäusern nachgewiesen wurden.
Im Dezember 2023 wird von weiterer Nachsuche durch Wissenschaftler und Citizen Scientists berichtet.

## Funde
Im Verlauf der Ausgrabungen, die rund 20 Prozent des Geländes umfassten, wurden im äußeren Graben die Skelette von rund 200 Individuen entdeckt, die – zumeist infolge von schweren Verletzungen ihrer Schädel durch stumpfe Gewalt (Schuhleistenkeile), in einem Fall auch durch Pfeilschuss – zu Tode kamen. Die Gräben blieben eine Zeit lang offen, so dass die Lage einiger Leichen durch Tierfraß verändert wurde. Die Toten – Männer, Frauen und Kinder – waren zumeist in Bauchlage abgelegt worden, bei vielen untersuchten Skeletten fehlten Arme oder Beine, auch wurden abgetrennte Schädel einzeln vorgefunden. Auffällig war, dass kaum junge Frauen unter den Toten waren. Vermutlich wurden bei einem Überfall auf die Siedlung sämtliche Einwohner getötet oder gefangen genommen; danach war das Siedlungsareal nicht mehr bewohnt.
Alle Toten wurden den Befunden zufolge vor rund 7000 Jahren abgelegt. Das Massaker von Schletz trug sich folglich zur gleichen Zeit zu wie das Massaker von Kilianstädten (Hessen) und das Massaker von Talheim (Baden-Württemberg).
DNA-Analysen ergaben, dass – anders als von anderen ähnlich alten Siedlungen belegt – nur wenige der Toten miteinander verwandt waren. Dem Massaker scheint demnach in instabilen, gewaltsamen Zeiten eine Gruppe von Menschen zum Opfer gefallen zu sein, die teils lokal ansässig war, teils aber aus Menschen bestand, die weiter entfernten Siedlungen entstammten und möglicherweise auf dem Gelände der heutigen Ortschaft Schletz vergeblich Schutz gesucht hatten.

## Belege
1. ↑  Michael Schefzik: Hinweise auf Massaker in der frühneolithischen Bandkeramik. In: Harald Meller und Michael Schefzik (Hrsg.): Krieg – eine archäologische Spurensuche. Begleitband zur Sonderausstellung im Landesmuseum für Vorgeschichte Halle (Saale). 6. November 2015 bis 22. Mai 2016. Theiss, Stuttgart 2015, S. 174–175, ISBN 978-3-8062-3172-4.
2. ↑  Helmut J. Windl: Erdwerke der Linearbandkeramik in Asparn an der Zaya/Schletz, Niederösterreich. In: Prehistoria Alpina. Band 37. 2001, S. 137–144, ISSN 0393-0157, Volltext (PDF)
3. ↑  Dem „Massaker von Schletz“ auf der Spur orf.at, 18. Dezember 2023, abgerufen am 19. Dezember 2023.
4. ↑  Maria Teschler-Nicola et al.: Anthropologische Spurensicherung: die traumatischen und postmortalen Veränderungen an den linearbandkeramischen Skelettresten von Asparn/Schletz. In: Helmut Windl (Hrsg.): Rätsel um Gewalt und Tod vor 7000 Jahren: eine Spurensicherung. Ausstellung im Museum für Urgeschichte Asparn a. d. Zaya. Katalog des Niederösterreichischen Landesmuseums, N.F., Nr. 393, Asparn a. d. Zaya, 1996, Volltext (PDF).
5. ↑  Eva Maria Wild et al.: Neolithic Massacres: Local Skirmishes or General Warfare in Europe? In: Radiocarbon. Band 46, Nr. 1, 2004, S. 377–385, doi:10.1017/S0033822200039680, Volltext
6. ↑  Pere Gelabert et al.: Social and genetic diversity in first farmers of central Europe. In: Nature Human Behaviour. Online-Veröffentlichung vom 29. November 2024, doi:10.1038/s41562-024-02034-z.
 Erste Bauern verschwanden gewaltsam. Auf: science.orf.at vom 29. November 2024.